# اشوانک
اشوانک (به پرتغالی: Cléber Schwenck Tiene) مهاجم اهل برزیل است که در شهر نووا ایگواسو، ریودو ژانیرو و در تاریخ ۸ فوریهٔ ۱۹۷۹ به دنیا آمده‌است.
اشوانک در تیم‌های فوتبال Nova Iguaçu سابقهٔ حضور دارد.